# Ninja Gaiden III: The Ancient Ship of Doom
Ne doit pas être confondu avec Ninja Gaiden 3.
Ninja Gaiden III: The Ancient Ship of Doom, connu au Japon sous le titre Ninja Ryūkenden III: Yomi no Hakobune (忍者龍剣伝III 黄泉の方舟), est un jeu vidéo de plates-formes/action développé et édité par Tecmo pour la NES, sorti en juin 1991 au Japon, et en août 1991 en Amérique du Nord. En 1993, le jeu est porté par Tecmo sur Atari Lynx, et est publié aux États-Unis et en Europe, où, contrairement aux opus précédents, il conserve le nom Ninja Gaiden. En 1995, le jeu a également été porté sur Super Nintendo pour intégrer la compilation Ninja Gaiden Trilogy, sortie aux États-Unis et au Japon. Il est réédité à partir de 2008 sur Console Virtuelle, sur Wii, 3DS puis Wii U au Japon, en Amérique du Nord et en Europe. Le jeu a été réalisé par Masato Kato, prenant la place de Hideo Yoshizawa, qui avait dirigé les deux premiers opus, Ninja Gaiden, et Ninja Gaiden II: The Dark Sword of Chaos.
L'histoire se passe entre les événements de Ninja Gaiden et Ninja Gaiden II. Le joueur contrôle Ryu Hayabusa, faussement accusé du meurtre d'Irene Lew, agent de la CIA qu'il sauve dans le premier Ninja Gaiden, et part mener l'enquête sur l'identité et les motivations de ceux qui ont monté cette machination contre lui. De rebondissements en révélations, le scénario intègre également des éléments de science-fiction jusque-là inédits dans la série, comme le voyage dans l'hyperespace, la transformation génétique, et la présence d'un vaisseau spatial. 
Le gameplay est similaire à celui des précédents jeux de la série, tout en enrichissant les abilités de Ryu Hayabusa, qui peut désormais s'accrocher par-dessous à des tuyaux et des rampes, et en inluant de nouveaux power-ups.

## Synopsis

### NINJA GAIDEN III - Le Vaisseau Ancien de la Destruction
Bien avant la civilisation humaine, des formes de vie primitives et extrêmement féroces parcouraient la Terre et se livraient des batailles pour la suprématie. Il y a des milliers d'années, la bataille finale eut lieu. L’un des camps, après avoir utilisé toute sa force, périt tandis que l’autre fut scellé dans une dimension différente. Cette histoire fut préservée dans les légendes après que l’humanité eut commencé à peupler la Terre. Les deux forces, connues respectivement comme les dieux du Dragon et les démons des Ténèbres, furent vénérées par certains clans à travers le monde.
À l'été de l'an 1988, cette grande légende semblait presque totalement oubliée. Cependant, un être maléfique apparut et, avec l’aide de ses adeptes, tenta de bâtir un Empire des Ténèbres. Cet être était Jaquio, un membre du clan des Démons, qui complotait pour ramener les démons des Ténèbres sur Terre. En secret, il tenta de sceller et de rassembler, pour la première fois depuis des millénaires, les deux "Statues de Lumière et de Ténèbres" qui contiennent un pouvoir magique immense. Cette union devait ouvrir un passage entre les dimensions.
Cependant, un homme osa se dresser contre les plans de Jaquio : Ken Hayabusa, chef du clan des Dragons. Après avoir confié l’Épée du Dragon, un héritage ancestral de sa famille et de son clan, à son fils Ryu, Ken partit pour la bataille fatidique. Malheureusement, il fut vaincu par un puissant guerrier et la statue qu'il protégeait tomba entre les mains de Jaquio.
Apprenant la mort de son père, Ryu s’empara de l'Épée du Dragon et se rendit en Amérique. Aidé par Irene, une espionne de la CIA, il infiltra en secret la cachette de Jaquio.
Le duel inévitable entre eux se termina par la victoire de Ryu. Jaquio fut vaincu avec son Empire des Ténèbres… Ou du moins, c’est ce qu’il semblait.
En réalité, observant ce duel de loin se trouvait le véritable mal : Ashtar, le chef du clan des Démons et Seigneur du Mal. Il s’avéra que Jaquio n’était qu’un pion manipulé par ce pouvoir supérieur. Ashtar, caché dans les ténèbres, attendait patiemment son heure, évaluant son ennemi.
Un an passa.
En enquêtant sur les activités mystérieuses d’Ashtar, Irene disparut soudainement. Un platoon des forces spéciales secrètes de la CIA se retrouva piégé près de ruines antiques, supposées abriter le quartier général d’Ashtar. La situation semblait désespérée.
À cet instant, Ashtar, témoin de la création de l’Épée du Dragon et conscient de son pouvoir immense, refit surface depuis les profondeurs de son royaume des ténèbres. Ryu, ignorant tout cela, se retrouva en grand danger alors qu’Ashtar déchaînait sa magie noire pour le détruire.
Et maintenant, la saga se poursuit avec le combat final pour notre héros. Après sa victoire sur Jaquio, Ashtar retourna dans les entrailles des ténèbres pour préparer son prochain coup. Mais une nouvelle menace approchait déjà tandis qu'une autre aventure attendait l'innocent Ryu Hayabusa.
Ainsi commence le dernier chapitre de Ninja Gaiden...